# Colgate-Palmolive Masters 1979
Il Masters 1979 (chiamato anche Colgate-Palmolive Masters 1979 per motivi di sponsorizzazione) è stato un torneo di tennis giocato sui campi in sintetico indoor del Madison Square Garden di New York negli Stati Uniti. È stata la 10ª edizione del torneo di singolare di fine anno, la 6ª del torneo di doppio di fine anno ed era parte del Colgate-Palmolive Grand Prix 1979. Il torneo si è giocato a New York dal 9 al 13 gennaio 1980.

## Campioni

### Singolare
Björn Borg ha battuto in finale  Vitas Gerulaitis con il punteggio di 6–2, 6–2.

### Doppio
Peter Fleming /  John McEnroe hanno battuto in finale  Wojciech Fibak /  Tom Okker con il punteggio di 6–3, 7–6, 6–1